# Microcharon latus
Microcharon latus là một loài chân đều trong họ Microparasellidae. Loài này được Karaman miêu tả khoa học năm 1934.